# Трубин, Юрий Андреевич
Юрий Андреевич Трубин (род. 27 января 1994, Уфа, Россия) — российский профессиональный баскетболист, играющий на позиции тяжёлого форварда. Выступает за баскетбольный клуб «Уфимец». Мастер спорта России (2024).

## Карьера
Юрий Трубин воспитанник уфимской СДЮСШОР №2, был одним из лидеров команды Уфы, выступавшей в Ассоциации студенческого баскетбола.
В октябре 2012 года стал игроком молодёжной системы «Автодора». В декабре 2013 года Трубин перешёл в аренду в «Нижний Новгород», в котором выступал за молодёжный состав.
В октябре 2015 года был признан MVP Единой молодёжной лиги ВТБ по итогам месяца. В 4 октябрьских матчах Трубин набирал 18,5 очка, 7,3 подбора, 1,8 передачи и 19,3 балла за эффективность.
28 февраля 2016 года Юрий принял участие в «Матче молодых звёзд» в составе команды Единой молодежной Лиги ВТБ. На площадке Трубин отыграл 23 минуты и отметился в матче 10 очками.
Перед началом сезона 2016/2017 Трубин был отдан в аренду в «Дзукия». В составе литовской команды провёл 15 матчей в чемпионате Литвы и набирал в среднем за матч 2,9 очка и 2,7 подбора за 12,5 минуты.
В декабре 2016 года Трубин вернулся из аренды и продолжил сезон в «Куполе-Родники».
В сентябре 2017 года Юрий перешёл на правах аренды в «Спартак». В 40 играх набирал в среднем 4,8 очка, 3,4 подбора и 0,7 передач.
Перед началом сезона 2018/2019 пополнил состав «Рязани».
В сентябре 2021 года Трубин перешёл в «Тамбов». В составе команды Юрий стал бронзовым призёром Суперлиги-2.

## Сборная России
В мае 2019 года Трубин был включён в состав студенческой сборной России-2 для участия в Международном студенческом баскетбольном кубке.
В июне 2019 года Трубин вошёл в итоговую заявку студенческой сборной России на Универсиаду-2019 в Неаполе.

## Достижения
- Бронзовый призёр Суперлиги-2: 2021/2022
- Серебряный призёр Единой молодёжной лиги ВТБ: 2015/2016